# Dragalina (gmina Cristinești)
Dragalina – wieś w Rumunii, w okręgu Botoszany, w gminie Cristinești. W 2011 roku liczyła 567 mieszkańców.